# 中華世界大同幸福勞動聯盟
中華世界大同幸福勞動聯盟，媒體多簡稱勞動聯盟。原為中華民主向日葵憲政改革聯盟 ，是中華民國台灣地區之政黨，2014年由前黨主席謝簡創立，目前主席為劉騫。

## 歷史
中華民主向日葵憲政改革聯盟成立於2014年5月31日，為中華民國第254個政黨。於2014年投入九合一選舉，提名黨主席謝簡參選新北市第九選區市議員，僅獲得389票落選。
後於2015年更名為中華世界大同幸福勞動聯盟。

## 政黨主張
該黨反對同性婚姻，於2016年11月12日在凱達格蘭大道舉辦反同晚會、夜宿，散布聳動之文宣。並招開記者會，主張同婚立法應經過全民公投。活動參與人數不多，但前立法委員謝啟大有前往聲援。
該黨認為，應另立「生活互助團體法」解決同婚問題。除同婚外，該黨主張，恢復國民大會，監察委員擴大編制、並由民選產生。
勞動聯盟在台灣政黨中知名度不高，雖立場為反同婚，但知名挺同婚網紅四叉貓表示，因為之前直播吸引十萬人觀看，該黨歡迎他常來活動開直播。